# Carlos Minoian
Carlos Jorge José Minoian (nacido el 21 de abril de 1939 en Argentina) es un exfutbolista argentino. Jugó de arquero.

## Trayectoria
Disputó 118 partidos para Gimnasia y Esgrima La Plata durante tres períodos: 1958; 1961-1965 y 1969. Hijo de armenios, debutó en Primera en 1958, en reemplazo de Gerónimo. Luego volvió a Tercera y reapareció ya como titular en 1961. Fue el guardavalla del Lobo del 62, bajo la conducción de Adolfo Pedernera. Fue preseleccionado para el Mundial de Chile.
También jugó en Boca Juniors y terminó su carrera en Banfield.

## Clubes
| Club                        | País      | Año       |
| --------------------------- | --------- | --------- |
| Gimnasia y Esgrima La Plata | Argentina | 1958      |
| Gimnasia y Esgrima La Plata | Argentina | 1961-1965 |
| Boca Juniors                | Argentina | 1966-1967 |
| Banfield                    | Argentina | 1968      |
| Gimnasia y Esgrima La Plata | Argentina | 1969      |
| Banfield                    | Argentina | 1970      |